# Chapelle Saint-Pierre de Pierrerue
La chapelle Saint-Pierre, dite de Viviers, est une chapelle romane située au hameau de Saint-Pierre à Pierrerue dans le département français des Alpes-de-Haute-Provence en région Provence-Alpes-Côte d'Azur. 

## Historique
Des tombes des VIe et VIIIe siècles ont été fouillées tout autour.
Le premier édifice connu sur ce site fut un prieuré édifié durant la deuxième moitié du XIe siècle et dépendant de l'abbaye de Ganagobie, mais la Direction régionale des Affaires culturelles (DRAC) date la chapelle Saint-Pierre actuelle des XIIe et XIIIe siècles.
L'église Saint-Pierre, dite Saint-Pierre des Visiers, est donnée par l’évêque Ours au prieuré de Ganagobie en 967. Elle est ensuite probablement usurpée par des chevaliers, puisque Tassilo, qui la tient par héritage, la donne en 1019 à l’abbaye de Cluny. Elle est ensuite possession du chapitre de Forcalquier (début du XIIe siècle), puis de l'évêque de Sisteron (milieu du siècle) avant de revenir à Ganagobie au XVe siècle. La chapelle est mentionnée pour la première fois dans une bulle du pape Adrien IV du 7 novembre 1155.
La chapelle a été inscrite comme monument historique par arrêté du 11 juillet 1984, alors qu'elle était en ruines. 
Elle a été restaurée entre 1986 et 1993 avec le concours d'"Alpes de Lumières" et de l'association "La renaissance de Pierrerue". Une nouvelle restauration est programmée en 2021 avec le concours de la Fondation du patrimoine.

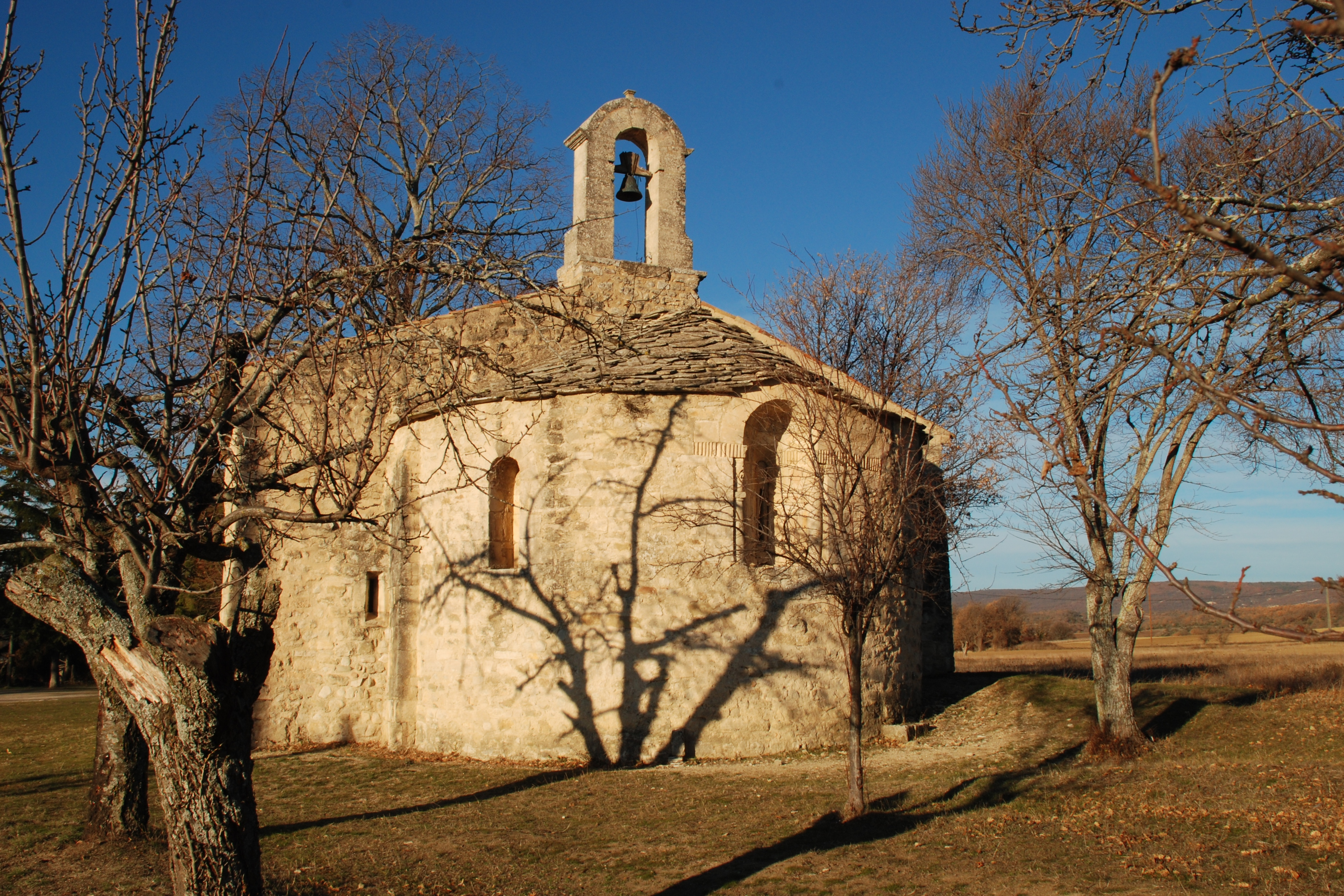
Le chevet.

## Architecture
La chapelle se compose d'une nef et d'un chevet semi-circulaire, plus étroit que la nef et surmonté d'un clocher-mur.
De l’état le plus ancien, il reste le chœur, l’abside et ses deux absidioles ainsi que le clocher-mur,. 
Elle est édifiée en moellons, l'usage de la pierre de taille étant limité à l'encadrement des baies et au clocher-mur.

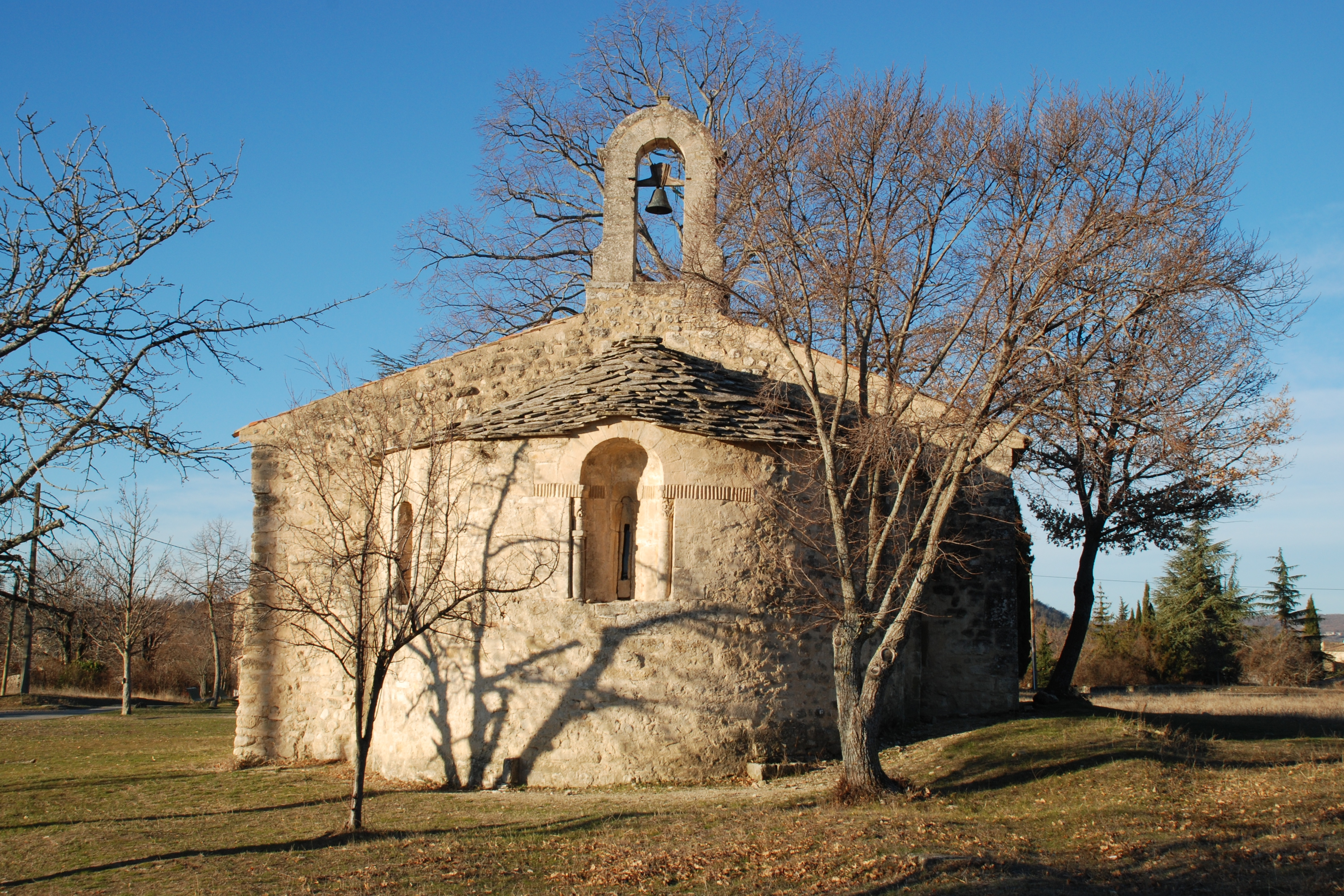
Le chevet.

Le chevet est percé de trois fenêtres dont la plus importante présente une très intéressante décoration. Cette fenêtre est constituée d'une ouverture très étroite placée au fond d'une loge en pierre de taille encadrée de deux colonnettes monolithes assez primitives et très différentes l'une de l'autre, qui constituent certainement un remploi d'époque antérieure. Les chapiteaux de ces colonnettes sont surmontés d'une frise de dents d'engrenage qui se prolonge tant à l'intérieur de la loge qu'à l'extérieur de celle-ci.
La façade occidentale est ornée d'une porte ogivale et d'un œil-de-bœuf.

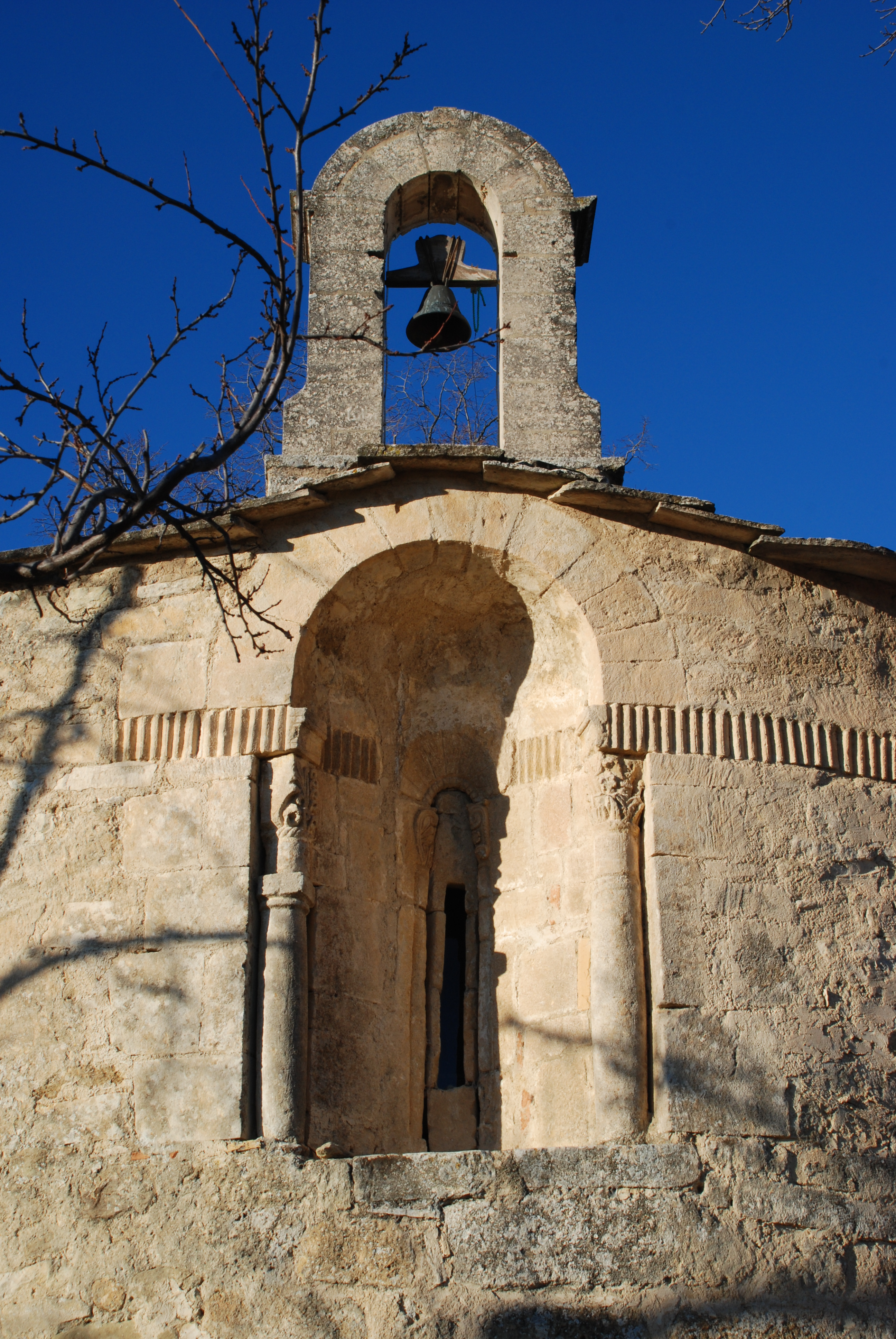
Fenêtre et clocher-mur.
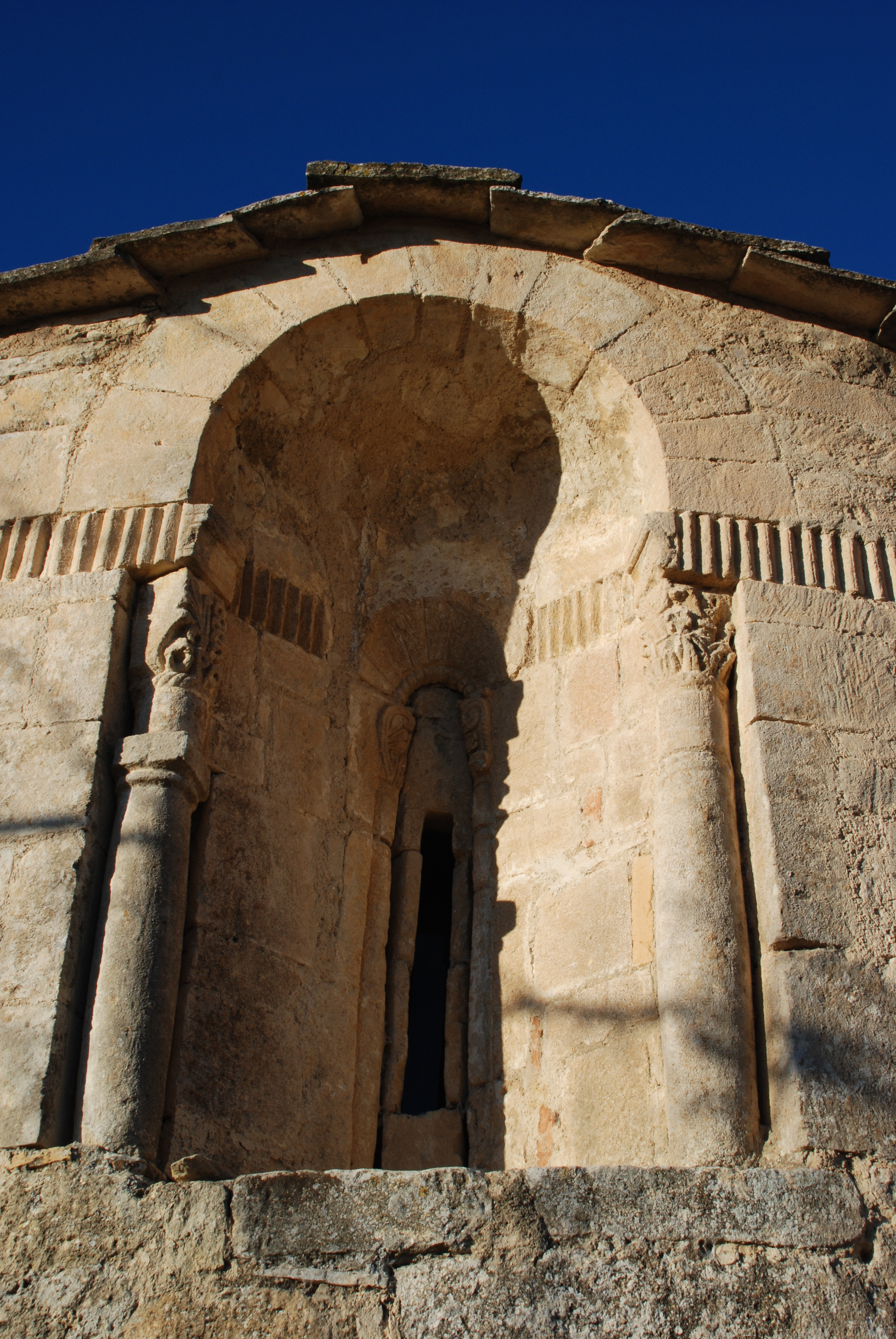
La fenêtre absidiale.
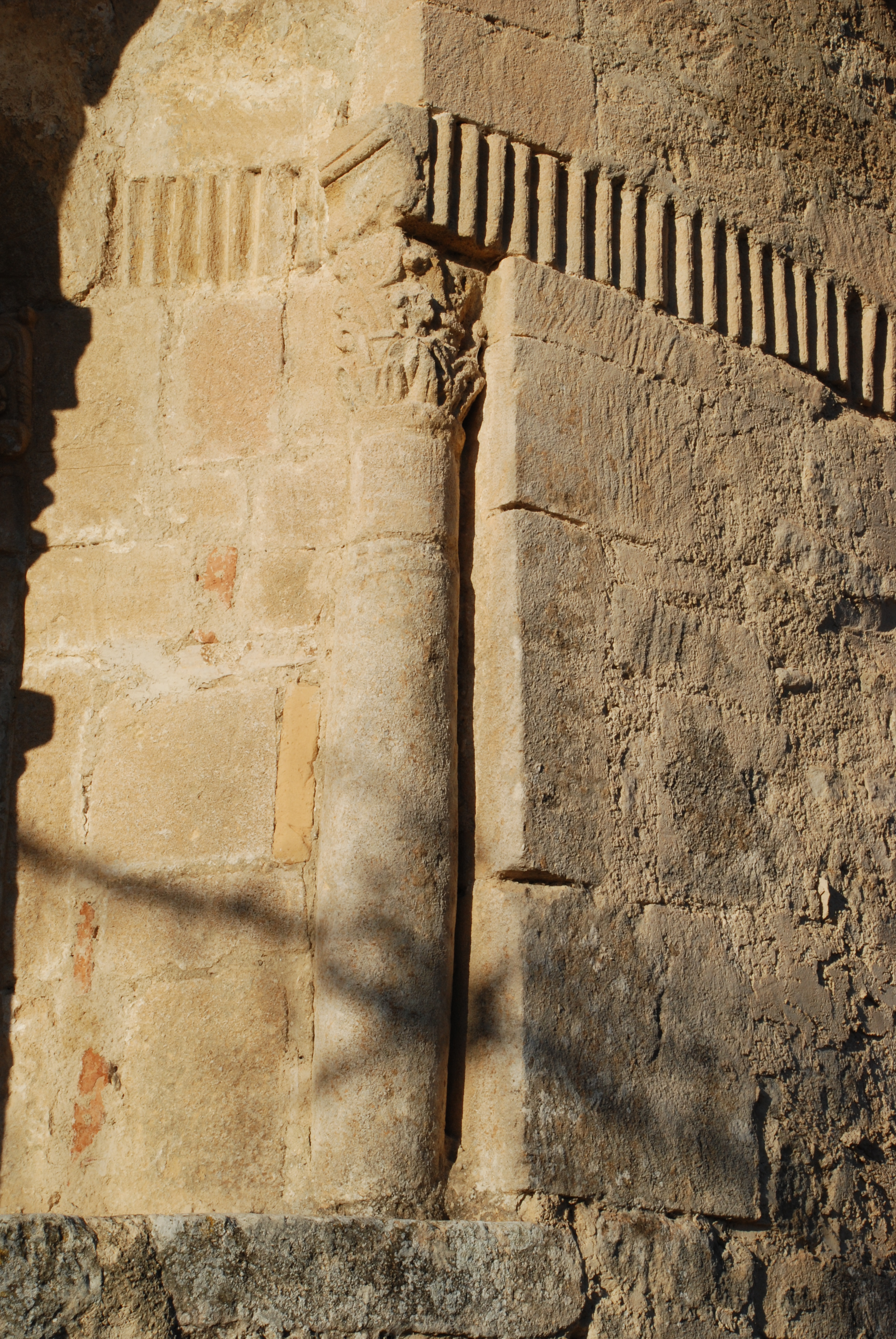
Colonnette.